# Sogdiana
 (septembre 2018).
Si vous disposez d'ouvrages ou d'articles de référence ou si vous connaissez des sites web de qualité traitant du thème abordé ici, merci de compléter l'article en donnant les références utiles à sa vérifiabilité et en les liant à la section « Notes et références ».
 (juillet 2024).
- Si vous ne connaissez pas le sujet, laissez ce bandeau (vous pouvez alors contacter les auteurs).
- Si vous supprimez le contenu mis en cause (vous pouvez préalablement contacter les auteurs),

argumentez précisément cette suppression dans la page de discussion
(un manque de référence n'est pas un argument ; une recherche réelle de référence doit avoir été effectuée, être formellement documentée).
Sogdiana (ouzbek : Sugdiona, russe : Согдиана) - de son vrai nom Oksana Netchitaïlo - est une chanteuse russe. Elle a participé à l'émission de télé-réalité Fabrika Zvezd 6 en 2006 mais n'a pas atteint la finale.

## Biographie et vie privée
Sogdiana est née le 17 février 1984 dans la ville de Tachkent. Elle a un frère, Sergueï, qui a douze ans de plus qu'elle. Elle s'est mariée en janvier 2007 avec un hindou millionnaire voire milliardaire prénommé Ram, avec qui elle a eu un fils, Ardjun. Mais plus tard, son mari l'a quittée en kidnappant leur petit garçon. La police n'a pas su les retrouver. Fin 2010, lors du tournage du clip Eden, Sogdiana rencontre un homme d'affaires, Bachir Kouchtov (en russe Башир Куштов), avec qui elle se marie en 2011 et a un petit garçon, Michael. Sogdiana en a beaucoup souffert puis a confié à la presse : « Comprenez-moi, je ne peux passer ma vie seule et à pleurer d'avoir perdu mon premier fils, j'aime beaucoup Bachir et le fait d'avoir un autre enfant me permet de soulager la souffrance que je peux endurer d'en avoir perdu un ». La plupart des chansons de Sogdiana racontent cette tragique histoire, comme un de ses clips Rappelle toi de moi (Вспоминай меня) qui fait référence à son premier fils et en espérant qu'un jour il pourra écouter cette chanson et savoir que sa mère ne l'a jamais abandonné comme son père aurait pu le lui dire.
En 1991, elle entre dans une Moyenne école républicaine Spéciale Musicale où elle apprend le piano. Pendant l'enseignement, elle a participé au concours Républicain des jeunes pianistes et est devenue la lauréate en 1998.
En 1999, elle est la lauréate du festival de télévision de la chanson des interprètes professionnels de ado-99 (Ouzbékistan). 
En 2001, elle sort son premier album en Ouzbékistan Moya Dusha. 
En 2002, elle est la lauréate du premier concours Républicain « Мелодии моего края » (Ouzbékistan) 
En 2003, elle est la lauréate du concours international des interprètes de la chanson La Voie vers les étoiles (Russie) ainsi que le concours Nihol (Ouzbékistan)
En 2005, elle est la lauréate des concours Internationaux Diskaveri (Bulgarie) et «Canzoni Dal Mondo» (Italie). La même année, elle sort son deuxième album en Ouzbékistan, Moï Prints. 
En 2006, Sogdiana intègre la célèbre émission de télé-réalité Fabrika Zvezd – 6. Elle joue également son propre rôle dans le film qui porte son nom. Cette année la, Sogdiana remporte « le Gramophone d'or » pour sa chanson Serdtse-Magnit. 
En 2007, Sogdiana remporte une deuxième fois « le Gramophone d'or ». Cette fois pour la chanson Cinee Nebo. La même année, elle sort son troisième album Serdce-magnit en Russie et en Ouzbékistan. 
En 2008, Sogdiana remporte un troisième « Gramophone d'or » pour sa chanson Veter dognat.
En décembre 2010, elle remporte un quatrième « Gramophone d'or » pour sa chanson Na Vostok Ot Edema.

## Discographie

### Albums
- Moya Dusha (Моя душа) (2001)
- Moï Prints (Мой принц) (2005)
- Serdtse-Magnit (Сердце-магнит) (2007)
- Edem (Эдем)' (2011)

### Singles
- Ovora Bulma 2001 - Ouzbek
- Mening Shahzodam 2003 - Ouzbek
- Sen Kelma 2005 - Ouzbek
- Serdtse-Magnit 2006 - Russe
- Sinee Nebo 2007 - Russe
- Razletelis' Oblaka 2008 - Russe
- Vspominaï Menya 2009 - Russe
- Na Vostok Ot Edéma 2009 - Russe
- S Toboï ili Bez Tebya 2010 - Russe
- Tol'ko Niè Moltchi 2011 - Russe
- Lovi 2019 - Russe

## Filmographie
- Sogdiana 2006 - Ouzbékistan